# Mike Zubi
Mike Zubi (Buenos Aires, 19 marzo 1987) è un cantante, attore e autore argentino.

## Biografia
Miguel Zubizarreta nasce il 19 marzo 1987, a Buenos Aires, Argentina, dove cresce circondato da musica e arte. A sei anni inizia a suonare la chitarra e a comporre canzoni.
Nel 2008 si trasferisce in Messico dove produce spettacoli ed altri progetti con l'attore Odin Dupeyron. Nel corso del 2010, Mike emerge grazie al suo lavoro nell'opera Cleopatra, con la quale organizza dei tour per tutta l'America Latina, e per le sue presentazioni ne la Varieté Brutal nel 2009 e 2010.
Il 24 settembre 2010 realizza uno spettacolo insieme a Mancha de Rolando, nella città di Trelew, dove giungono più di 3.000 persone. Dopo aver presentato i suoi singoli promozionali 10 y 10 e Ya No Queda Nada, nel 2011 con Lucas Masciano registra nuovo materiale.
È apertamente gay.

### Il progetto "Morenosity"
Partecipa inoltre, insieme a David Moreno, Pablo Gallo e ad altri artisti spagnoli, al progetto "Morenosity", con il quale realizza parte del video "Fake Justin Bieber BUSTED in Spain", video che fino ad oggi conta quasi mezzo milione di riproduzioni, secondo una stima pubblicata dal blogger nordamericano Perez Hilton.
Questo video condusse i tre giovani nel programma spagnolo El Hormiguero 2.0, invitati dal conduttore Pablo Motos, programma al quale hanno partecipato diverse stelle internazionali, tra cui: Will Smith, Miley Cyrus, il gruppo McFly, Ricardo Darín, e lo stesso Justin Bieber.

### La Sitcom "Súper Torpe"[2]e l'omaggio a Tennessee Williams
Mike Zubi ha lavorato anche nella sitcom della Disney e Telefe Súper Torpe dove fece innamorare la protagonista: Candela Vetrano, e cantando la sua canzone tradotta in francese,  "Despierta".
Tra i suoi impegni teatrali, troviamo un omaggio a Tennessee Williams presso il teatro Nazionale Cervantes. Nel 2011 realizza, insieme a Felipe Colombo, Laura Azzurra, Rita Terranova un musical di un racconto di William Shakespeare: Noche De Reyes, spettacolo che ricevette, sia critiche che recensioni positive da parte dei mass media più importanti del paese.
Divenne sempre più popolare grazie ai suoi video postati su YouTube, tra i quali si può trovare un duo realizzato con Roger González, conduttore della trasmissione di Disney Channel Zapping Zone.
Nel marzo del 2012 inizia un ciclo di presentazioni nel Library Lounge del Faena Hotel + Universe insieme alla vincitrice di ACE Belén Pasqualini e la sua formazione "Mike Zubi & The Oteros".
Nel 2012 è il personaggio di Dionisio nella serie Yo Soy Virgen 2 che vede come protagonista Nicolas Maiques, con il quale registrò un video natalizio alla fine del 2011.
Da ottobre 2014 a giugno 2015, fa parte dell'ensemble del musical Le Bal des Vampires (versione francese di Tanz der Vampire) a Parigi. È anche sostituto per la parte di Alfred.

## Lavori

### Teatro
| Opera                                                                            | Anno      |
| -------------------------------------------------------------------------------- | --------- |
| "Varieté Brutal"                                                                 | 2009-2010 |
| "Cleopatra" in tour tra Argentina, Messico, Colombia e Costa Rica                | 2010      |
| "Judy: Un homenaje a Judy Garland" (coach idiomático) (Teatro Moliere)           | 2010      |
| "Noche de Reyes" Shakespeare in Technicolor (Teatro El Cubo)                     | 2011      |
| "El Perro en la Luna" Homenaje a Tennessee Williams (Teatro Nazionale Cervantes) | 2011      |

### Televisione
| Crímenes                                          | Discovery Channel       | 2010 |
| Yo Soy Virgen 2                                   | Internet-Novebox        | 2011 |
| Super T - Una schiappa alla riscossa (Supertorpe) | Disney Channel - Telefe | 2011 |

## Discografía
- 2012, Super Living!